# Ungaliophiinae
Ungaliophiinae vormen een onderfamilie van de reuzenslangen (Boidae). 

## Naam en indeling
De wetenschappelijke naam van de groep werd voor het eerst voorgesteld door Samuel Booker McDowell in 1987. Er zijn drie soorten in twee geslachten.

## Verspreidingsgebied
De soorten komen voor in delen van Midden- en noordelijk Zuid-Amerika.

## Taxonomie
De onderfamilie omvat de volgende geslachten, met de auteur en het verspreidingsgebied.
| Naam        | Auteur       | Verspreidingsgebied                                                                           |
| ----------- | ------------ | --------------------------------------------------------------------------------------------- |
| Exiliboa    | Bogert, 1968 | Mexico (Oaxaca)                                                                               |
| Ungaliophis | Müller, 1880 | Midden- en Zuid-Amerika; Mexico, Guatemala, Honduras, Nicaragua, Costa Rica, Panama, Colombia |